# John P. Meier
John Paul Meier (ur. 8 sierpnia 1942, zm. 18 października 2022) – amerykański duchowny katolicki, naukowiec zajmujący się badaniami nad Nowym Testamentem oraz judaizmem i chrześcijaństwem w starożytności, jeden z czołowych przedstawicieli tzw. trzeciej fali współczesnych badań nad Jezusem historycznym (ang. third quest). Znany zwłaszcza jako autor pięciotomowej monografii Żyd z marginesu: nowe spojrzenie na historycznego Jezusa (ang. A Marginal Jew: Rethinking the Historical Jesus). Pracował jako profesor na Wydziale Teologii na University of Notre Dame.

## Monografia o Jezusie historycznym
W swojej monografii A Marginal Jew: Rethinking the Historical Jesus Meier używa współczesnych metod historycznych, by dotrzeć do wiedzy o historycznym Jezusie (w odróżnieniu od odkrywania Jezusa biblijnego, do analizy włączane są źródła niekanoniczne i wiedza o epoce).

### Tom 1
Meier w pierwszej części tomu szczegółowo analizuje i ocenia wartość materiału w dostępnych źródłach na temat Jezus historycznego. Dochodzi do wniosku, że oprócz Ewangelii kanonicznych, mamy dostęp do bardzo skąpych informacji.
Następnie Meier formułuje następujące kryteria metodologiczne do odróżnienia słów i czynów Jezusa od teologii wczesnych naśladowców:
- kryterium zakłopotania (ang. criterion of embarrassment) – przekazy, które były według współczesnej wiedzy niewygodne dla wczesnych wyznawców, są lepiej umocowane niż pozostałe.
- kryterium nieciągłości (ang. criterion of discontinuity) – jeśli przekaz o słowach lub czynach Jezusa nie może zostać wywiedziony z judaizmu lub wczesnego Kościoła, może być autentyczny.
- kryterium wielu źródeł (ang. criterion of multiple attestation) – im więcej niezależnych tradycji i form mówi o czynach lub słowach Jezusa, tym większe prawdopodobieństwo, że są autentyczne.
- kryterium spójności (ang. criterion of coherence) – nawet jeśli pierwsze cztery kryteria są spełnione, pożądana jest niesprzeczność między różnymi czynami i słowami Jezusa.
- kryterium odrzucenia i egzekucji (ang. criterion of rejection and execution) – jako że znany jest tragiczny koniec publicznej działalności Jezusa, można tę wiedzę wykorzystać w ocenie, które słowa i czyny Jezusa mogły wywołać wrogość, szczególnie u ówczesnych możnych.

Kryteria należy stosować łącznie, a nawet to pozwala jedynie na ocenę prawdopodobieństwa autentyczności danej tradycji. Meier podaje także słabości każdego z tych kryteriów, postrzeganego wyłącznie pojedynczo.
Do powyższych (pierwszorzędnych) Meier dodaje kryteria drugorzędne: kryterium śladów aramejskiego, kryterium palestyńskiego środowiska, kryterium barwności narracji, kryterium tendencji rozwoju tradycji synoptycznej oraz kryterium historycznego założenia. Podczas gdy 2 ostatnie uważa on za praktycznie bezużyteczne, pierwsze 3 z nich według niego same w sobie nie są wystarczającymi dowodami (czy pozytywnie czy negatywnie traktowane), ale mogą służyć do dodatkowej weryfikacji przypadków już potwierdzonych przez kryteria pierwszorzędne.
W dalszej części tomu Meier analizuje pochodzenie Jezusa, jego kontekst kulturowy i edukację oraz relacje rodzinne. Na końcu proponuje zarys chronologii życia Jezusa.

### Tom 2
Meier analizuje powiązania Jezusa z Janem Chrzcicielem (którego uznaje za jego mentora), przesłanie Jezusa (proklamacja Królestwa Bożego) i świadectwa cudów Jezusa.
Już sam kłopotliwy dla wczesnego Kościoła fakt chrztu Jezusa przez Jana Chrzciciela wskazuje na duchową i teologiczną zależność Jezusa od Jana jako eschatologicznego proroka wzywającego do nawrócenia. Choć Jezus rozpoznał w Janie przesłanie od Boga, nie był jednak jego kopią. Jezus nie wzywał ludzi na pustynię, ale sam wybierał się do ich skupisk. Nie zapominając głoszenia nadchodzącego możliwego końca, zapowiadał on jednak radosne zbawienie potwierdzane uzdrowieniami i uwolnieniami, czego Jan nie czynił.
Według Meiera, głoszenie historycznego Jezusa koncentruje się wokół idei przyszłego królowania Boga, choć tajemniczo już obecnego, choćby poprzez cuda dokonywane przez Jezusa.
Pogłębiając temat cudów, Meier nie sytuuje się jako filozof, lecz historyk, nadając swoim poszukiwaniom ograniczony i ścisły charakter : Czy źródła opowiadań o zadziwiających czynach Jezusa, uznanych przez jemu współczesnych za cuda, pochodziły od samego Jezusa i co mogły oznaczać ?
Ogólna charakterystyka Jezusa jako cudotwórcę ma dość solidne uzasadnienie poprzez kryterium wielości źródeł i spójności, np. o wiele bardziej niż to, że Jezus był cieślą. Co do poszczególnych cudów, Meier reflektuje nad nimi, dzieląc je na poszczególne kategorie (egzorcyzmy, uzdrowienia, wskrzeszenia i cuda natury).

### Tom 3
Meier próbuje umiejscowić Jezusa w kontekście jego naśladowców, uczniów i stronnictw w ówczesnej Palestynie (faryzeuszy, saduceuszy, esseńczyków, samarytan, skrybów i zelotów).
Meier wyróżnia trzy grupy ludzi idących za Jezusem:
- Tłumy, które podziwiały słowa, czyny i naukę Jezusa.
- Uczniowie, ("naśladowcy") którzy zostali przez niego powołani lub sami zostawiali swoje miejsce życia, aby pójść za nim. Jezus sam wybierał sobie uczniów i wydaje się, że chciał, aby byli nimi na zawsze, co stoi w kontraście z judaizmem tamtego okresu.
- Dwunastu, którzy jako modelowi uczniowie mieli także zapowiadać zebranie Izraela na końcu czasów.
Spośród konkurentów Jezusa wymienić należy faryzeuszów i saduceuszy. Kiedy weźmie się pod uwagę, że ewangeliczni faryzeusze odzwierciedlają najczęściej teologię poszczególnych ewangelistów, pozostaje stwierdzić, że Jezus dużo dyskutował i ścierał się z nimi, ale czasem znajdował też posłuch. W przeciwieństwie do tego należy zestawić jedyne znane i jednoznacznie negatywne spotkanie z saduceuszami w Mk 12,18-27.
Co do esseńczyków i wspólnoty z Qumran, byli oni tak jak Jezus i jego zwolennicy przejawem „eschatologicznych grup o radykalnym stylu życia”, jednak istotne różnice i brak wzmianek o interakcji nie wskazują na realny wpływ jednych na drugich. Brak historycznie wiarygodnych danych nie pozwala przypuszczać znaczących relacji Jezusa z samarytanami, herodianami czy zelotami, natomiast skrybowie nie byli oddzielną grupą o własnym zdefiniowanym profilu teologicznym.

### Tom 4
Meier analizuje stosunek Jezusa do prawa Mojżeszowego, wskazując na trudność wiernego i kompletnego przedstawienia tego, co było nauką moralną i rytualną w judaizmie na początku ery. Historyczny Jezus był nauczycielem Tory podobnym do sobie współczesnych : wypowiadał się i dyskutował na temat halachy. Nie należy się jednak dopatrywać u Jezusa uporządkowanego systemu doktryny ("He was not a systematic teacher, scribe, or rabbi; he was a religious charismatic").
Stosując kryteria historyczności, Meier wskazuje na oryginalność i przez to wysoce prawdopodobną autentyczność zakazu przysiąg i rozwodów.
Jezus potwierdza wagę szabatu, jednak bez sekciarskiego rygoryzmu, natomiast w stosunku do obrzędowej czystości, nie wydaje się, aby Jezus się nią szczególnie interesował.
Swoją analizę moralnego nauczania historycznego Jezusa Meier kończy tematem miłości. Podwójne przykazanie miłości, a nawet przykazanie miłości nieprzyjaciół mogą od niego pochodzić, choć będąc najważniejszymi przykazaniami, nie dewaluują one wartości i złożoności całego Prawa.

### Tom 5
W ostatnim wydanym tomie monografii Meier analizuje autentyczność przypowieści Jezusa. 
Choć sam fakt używania przez historycznego Jezusa przypowieści jako narzędzia dydaktycznego wydaje się poparty argumentami historycznymi, o tyle jest o wiele trudniejszym stwierdzenie, czy któraś konkretna przypowieść pochodzi od niego. Za prawdopodobne Meier uznaje tylko cztery przypadki :
- Przypowieść o ziarnku gorczycy (Mk 4,30-32; Mt 13,31-32; Łk 13,18-19) : Głównym kryterium wskazującym na autentyczność tej przypowieści jest wielość źródeł, wsparta kryterium spójności z nauczaniem Jezusa jako eschatologicznego proroka.
- Przypowieść o przewrotnych rolnikach (Mk 12,1-11; Mt 21,33-43; Łk 20,9-18) : Tu również zastosowanie ma kryterium wielu źródeł, wzmocnione przez kryteria nieciągłości i zakłopotania, szczególnie w historycznym rdzeniu tej przypowieści (Mk 12,1-8).
- Przypowieść o uczcie królewskiej (Mt 22,2-14; Łk 14,16-24) : Kryterium wielości źródeł może być zastosowane w przypadku, kiedy dwie wersje przypowieści świadczyłyby o odrębnych źródłach tradycji Mt i Łk. Ale mogą to również być dwie wersje przepracowania źródła Q, w wypadku czego niewiele można by orzec o autentyczności tej przypowieści.
- Przypowieść o talentach (minach) (Mt 25,14-30; Łk 19,11-27) : Tu również wiele zależy od wyboru hipotezy o wielości źródeł, które byłoby poparte kryterium spójności.

### Tom 6
Meier zmarł w trakcie redakcji tomu o tytułach chrystologicznych.

## Opinie i nawiązania
Benedykt XVI w Jezusie z Nazaretu pisze o monografii Meiera: To wielotomowe dzieło amerykańskiego egzegety stanowi pod wieloma względami model metody historyczno-krytycznej, w którym widać zarówno jej znaczenie, jak i granice.